# Girl Gone Wild
Girl Gone Wild è un singolo della cantante statunitense Madonna, pubblicato il 2 marzo 2012 come secondo estratto dal dodicesimo album in studio MDNA.

## Descrizione
Girl Gone Wild è stata prodotta da Madonna, Benny Benassi e Alle Benassi. Descritta come una mid-tempo party track, trae influenza da four-on-the-floor e ha un suono simile ai brani dell'album Confessions on a Dance Floor.
Girl Gone Wild si apre con un segmento parlato che ricorda e fa riferimento a quello di Act of Contrition dall'album Like a Prayer (1989). Nel ritornello Madonna canta "Mi fa cantare hey-ey-ey-ey-ey-ey / sono come una ragazza andata fuori di testa / una brava ragazza andata fuori di testa / le ragazze vogliono solo divertirsi un po' / infuocarsi come una pistola fumante / sulla pista da ballo fino a che il sole sorga / le ragazze vogliono solo divertirsi un po'", richiamando le canzoni delle cantanti pop Cyndi Lauper e Rihanna. Durante il bridge Madonna conclude che lei "è comunque una ragazzaccia".

## Accoglienza
Al momento i commenti sul pezzo sono stati mediocri, in genere evidenziando un'assenza di innovazione tipica delle precedenti produzioni di Madonna.
Kerri Mason di Billboard ha detto che la canzone è "innegabilmente dance, ma con forti marcature di electro house", mentre MSN Music l'ha considerata una "traccia divertente" dell'album.
Jason Lipshitz di Billboard ha descritto Girl Gone Wild come "una no-nonsense electro-pop, con un ritmo di guida e un gancio propulsivo che ricorda la Madge nel 2005 con il singolo Hung Up".
Robbie Daw da Idolator ha dato una recensione tiepida, dicendo che "Madge sta facendo quello che sa fare meglio: alzare il calore sulla pista da ballo", ma che "la canzone è piena dei soliti cliché sul sesso della musica pop".
Il giornalista di The New York Observer Daniel D'Addario lo paragona al suo singolo Music del 2000, aggiungendo che «Madonna era dodici anni più giovane in quel momento e dunque forse più convincente come cattiva ragazza [...] forse è il momento per lei di provare qualcosa di completamente diverso?».
Scott Shetler di Crush Pop ha scritto una recensione scarsa, assegnando al brano due stelle su cinque. Ha apprezzato la composizione musicale, affermando che si tratta di "una canzone da club che si adatta alla pop music contemporanea", tuttavia, ha considerato poco significativo il testo, dicendo inoltre che era troppo simile a quello del singolo di Usher del 2011, DJ Got Us Fallin' in Love.

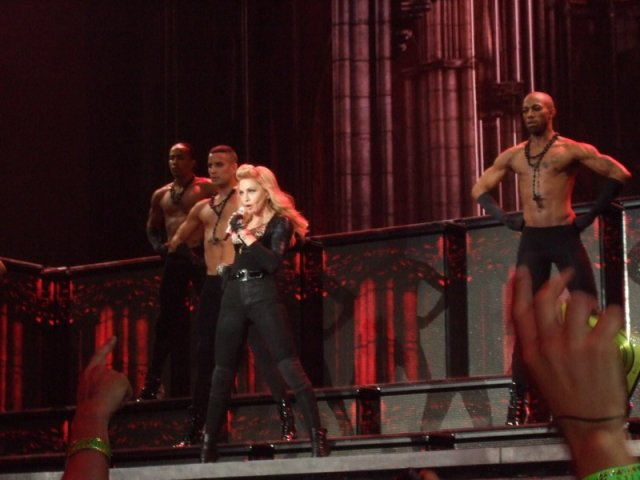
Madonna canta Girl Gone Wild al MDNA Tour.

La rivista inglese Attitude parlando del singolo, dice: «sin dal momento della preghiera, la canzone ricorda la Madonna anni '90. Liricamente la canzone è piena di cliché ma non lo rende un problema, anzi. Musicalmente è uno dei suoi migliori pezzi da 'Confessions on a dance floor'» e aggiunge, «lei non è Britney [...] o Christina [...] è la regina della Re-Invenzione [...] l'originale girl gone wild».

## Curiosità
La canzone fa parte della colonna sonora del pay-per-view della WWE WrestleMania XXVIII

## Video musicale
Realizzato interamente in bianco e nero, il video è stato diretto dai fotografi Mert & Marcus, che avevano già collaborato con la cantante per un servizio fotografico per la rivista statunitense Interview e per le copertine dell'album MDNA.
Il 9 marzo è stato pubblicato un teaser del video ufficiale sul canale VEVO della cantante, mentre il 21 marzo è stata diffusa la versione completa.
Al video partecipano i modelli Brad Alphonso, Jon Kortajarena, Simon Nessman, Rob Evans e Sean O'Pry, mentre il gruppo dance ucraino dei Kazaky accompagna Madonna nelle sequenze coreografate. Il video prende ispirazione da altri video realizzati in passato dalla cantante, come Erotica, Justify My Love, Human Nature e Vogue.
Il video è stato censurato su YouTube in molti paesi, poiché mostra scene esplicite.

## Successo commerciale
Negli Stati Uniti, la canzone non riesce ad entrare nella Billboard Hot 100, fermandosi alla posizione numero 106. Tuttavia, arriva alla prima posizione della classifica dance, diventando la sua quarantaduesima numero 1 in questa classifica. Anche in Canada, la canzone non ha particolare successo, arrivando alla posizione 42. Per quanto riguarda l'Europa, anche qui i risultati sono scarsi, anche se riesce ad entrare in diverse top 10, come in Italia (numero 4, disco di platino), Spagna (numero 7), Ungheria (numero 4), Russia (numero 5), Grecia (numero 5).
Nel Regno Unito, raggiunge solo la posizione 73.
La canzone invece, ha particolare successo in Sudafrica, dove arriva alla posizione numero 3 e nei paesi asiatici. In Israele arriva alla 8, numero 7 in Corea del Sud e numero 1 in Hong Kong e Giappone.

## Tracce
Download digitale
1. Girl Gone Wild - 3:48

CD singolo
1. Girl Gone Wild - 3:48
2. Girl Gone Wild (Justin Cognito Remix) - 4:48

Singolo maxi
1. Girl Gone Wild (Avicii's UMF Mix) (con Avicii) - 5:16
2. Girl Gone Wild (Dave Audé Remix) - 8:05
3. Girl Gone Wild (Justin Cognito Remix) - 4:48
4. Girl Gone Wild (Kim Fai Remix) - 6:33
5. Girl Gone Wild (Lucky Date Remix) - 5:06
6. Girl Gone Wild (Offer Nissim Remix) - 6:49
7. Girl Gone Wild (Dada Life Remix) - 5:15
8. Girl Gone Wild (Rebirth Remix) - 6:49

## Classifiche
| Classifica (2012) | Posizione massima |
| ----------------- | ----------------- |
| Austria           | 62                |
| Belgio (Fiandre)  | 25                |
| Belgio (Vallonia) | 28                |
| Canada            | 42                |
| Finlandia         | 13                |
| Francia           | 13                |
| Giappone          | 17                |
| Italia            | 4                 |
| Italia (airplay)  | 10                |
| Paesi Bassi       | 66                |
| Regno Unito       | 73                |
| Repubblica Ceca   | 85                |
| Slovacchia        | 10                |
| Spagna            | 7                 |
| Stati Uniti       | 106               |
| Svezia            | 38                |
| Svizzera          | 29                |
| Ungheria          | 3                 |

### Classifiche di fine anno
| Classifica di fine anno (2012) | Posizione massima |
| ------------------------------ | ----------------- |
| Francia                        | 129               |
| Italia                         | 33                |
| Polonia                        | 46                |
| Ungheria                       | 53                |